# Station Gołębiewko
Station Gołębiewko is een spoorwegstation in Polen.